# 亨利·摩尔

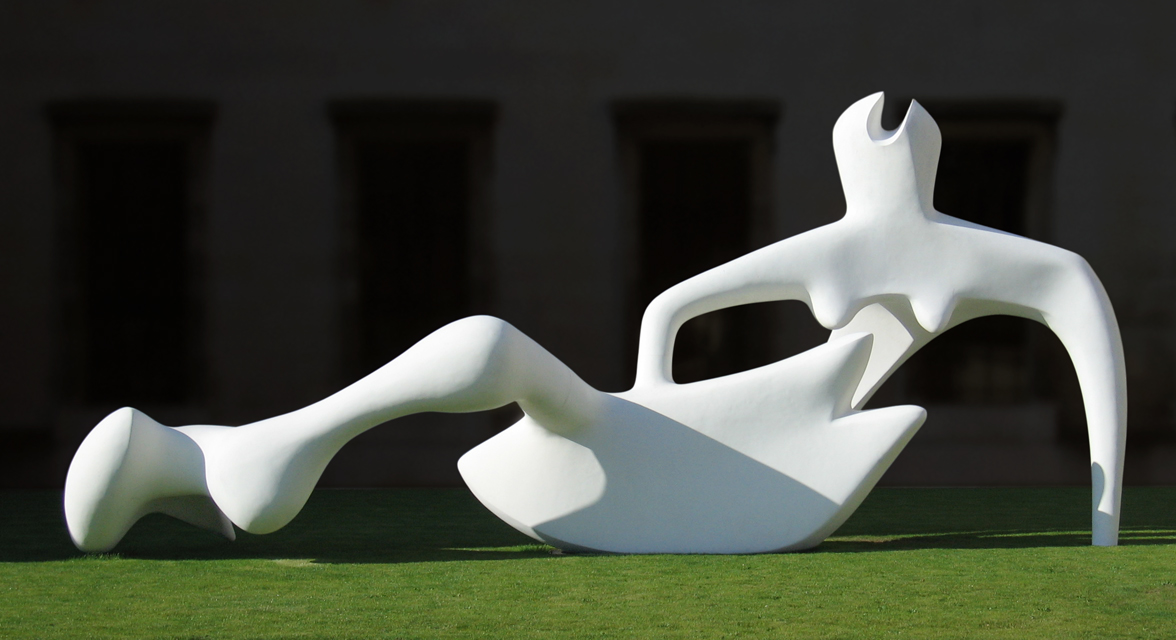
剑桥菲茨威廉博物馆陈列的“斜倚的人形” (1951年)，表现一个高度精简、抽象的女性形象，是摩尔雕塑风格的典型代表。这一雕塑有多个铜复制品，但这座由石膏制成。

亨利·斯宾赛·摩尔，OM，CH，FBA（英語：Henry Spencer Moore，1898年7月30日—1986年8月31日），英国雕塑家。摩尔以他的大型铸铜雕塑和大理石雕塑而闻名。受到英国艺术圈的推崇，他的创作为英国在现代主义艺术中占据了一席之地。
带空洞、斜倚的人物造型是最典型的摩尔的雕塑样式。这种造型被认为是他受到1925年在巴黎看到的一个名叫的托尔特克-玛雅雕塑的启发发展而来的。摩尔早期作品上的空洞通常采用比较传统的形式，如弯曲的手臂状与主体相连。后来，逐渐演变成为主体躯干上的空洞，因此造成主体凹凸或弯曲的外形。同时期的芭芭拉·赫普沃斯的作品也发展了类似的风格, 她最初也是受到摩尔作品的影响。

## 雕塑
摩尔以创作大型抽象雕塑而著名，这些公共艺术作品遍布世界各地。人体形象，特别是“母与子”或“斜倚的人形”是摩尔的创作中最常见的主题。除去在1960年代中短期地采用过家庭群组形象，他作品的主题大多是女性形象。摩尔作品的最大特点是通常都包含孔洞或主体被穿透。而其起伏的曲线外形，被很多人认为是摩尔受到他的出生地约克郡起伏的山丘地形的启发。
摩尔的侄女曾经问他为什么他作品的名称都很简单，摩尔的回答是：
所有艺术都应该有神秘感并需要观众的参与。如果给雕塑或绘画以显白的名称，那么神秘感就无从谈起了，观众的注意就会轻易的移开，而不会费力捉摸作品的内涵。人们都觉得他/她在观看，其实并没有真正地观看。
摩尔的早期作品通常是直接雕凿的手法创作的。1930年代，摩尔逐渐转向现代主义风格。他与其他几位居住在汉普斯特德的雕塑家交流频繁，风格上彼此互相影响。 在创作过程中，摩尔通常会作大量的草图。这些草图大多留存下来，为研究摩尔创作的演变提供了直接的资料。1940年代，摩尔更多的使用模型法进行创作，先用粘土或石膏造型，再用脱蜡法浇铸铜雕。
一战以后，摩尔的铜雕都是受委托创作、作为公共艺术品的大型作品。因此，他基本上放弃了直接雕凿的创作手法，而改用模型，并雇用了几名助手。
在他位于的家中，摩尔收集了大量形状各异的自然物体：头骨，漂流木，卵石，贝壳等等。摩尔在这些物体中寻找对于自然形体的灵感。对于大型作品，他通常会在最终制模浇铸前，制作半尺寸的试验模型。有时，会制作全尺寸的石膏模型，以便对外形作最后的改进和添加表面印痕。

## 生平

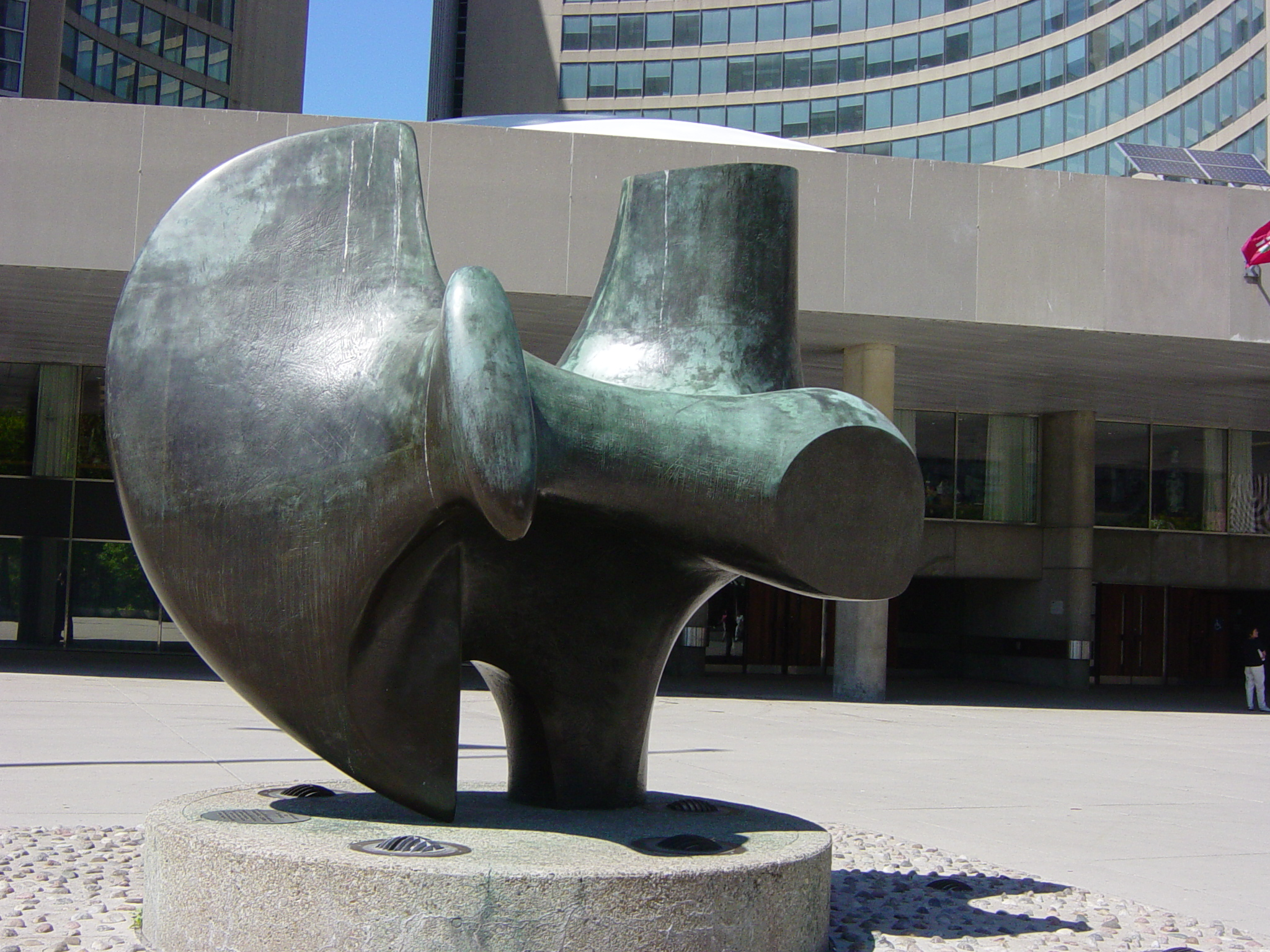
“三方向物体-第2号(弓箭手)” (1964－65年) 铜, 多伦多市政厅广场

### 早年
摩尔1898年7月30日出生于英国西约克郡卡斯尔福德，在八兄妹中排行第七，父亲雷蒙德·斯宾塞·摩尔，母亲玛丽·贝克尔。摩尔的父亲是一位采矿工程师，后来成为卡索福德煤矿的副经理。他本人是自学成才并对音乐和文学感兴趣。但他认为他的孩子需要接受正规教育。
摩尔在10岁时就打算今后成为一名雕塑家，并受到他主日学校老师的鼓励。这位老师将米开朗基罗的作品介绍给摩尔。尽管摩尔在中学时期的泥塑和木雕就显示了他的潜力，摩尔的父母还是反对他以雕塑作为职业。他们觉得雕塑只是体力工作。
1918年摩尔年满20岁，当时第一次世界大战战事正酣，摩尔应征入伍，成为他所在团里最年轻的士兵。在康布雷战役中，被毒气弹袭击受伤。康复后，他作为体育教练直到战争结束。与他同时代者明显不同的是，摩尔的战争经历并没有对他造成阴影。他后来提到：“对我来说，战争是在试图成为英雄的浪漫想象中糊涂地度过的”。战后，摩尔作为退伍军人享受资助，继续接受教育。1919年，他成为利兹艺术学校（今利茲藝術大學）第一位雕塑专业学生，为此学校不得不专门为他建设一間雕塑工作室。

### 大学期间

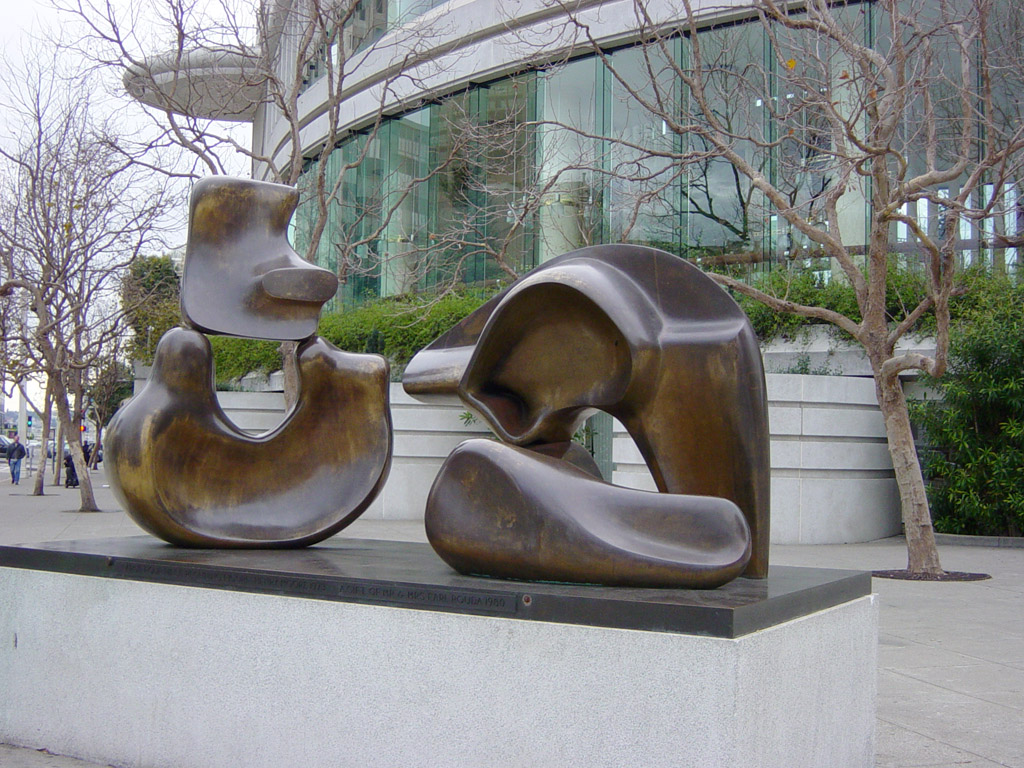
“大型四件斜倚人形” (1973年) 铜, 旧金山表演艺术中心路易戴维斯交响乐厅

在利兹时期，摩尔认识了同学校的芭芭拉·赫普沃斯，开始了两人持续多年的友谊。同时，摩尔也幸运地通过利兹学校副校长接触到非洲的部落雕塑作品。
1921年，摩尔获得奖学金进入伦敦的皇家艺术学院，赫普沃斯在一年前也进入该校。在伦敦期间，摩尔扩展了他在原始美术和雕塑上的知识，对维多利亚和阿尔伯特博物馆和大英博物馆的人种学收藏进行了研究。
摩尔和赫普沃斯两人的早期作品都属于正统的浪漫派维多利亚风格；主题是自然的形态，包括风景和动物的逼真造型。摩尔逐渐感到对于这类传统观念的不满。基于他对原始艺术的知识和受到康斯坦丁·布朗库西、雅各·埃伯斯坦和等人的影响，他开始发展出一种直接雕刻的风格，完成的作品有意地保留了材料本身的缺陷和工具的刻痕。因此，他不可避免地与不理解这种现代手法的导师发生争论。当时雕塑教授的一次作业要求摩尔复制罗塞里尼的大理石浮雕“圣母和圣婴”。按理摩尔应该先用石膏复制原作，再使用机器将其翻刻在大理石上。然而，摩尔却直接在大理石上进行雕刻，甚至在表面仿制出翻刻机器会留下的毛刺。
1924年，摩尔获得了一份1个月的奖学金，供他前往意大利北部研习米开朗基罗、乔托以及其他古代大师的作品。由于摩尔已经开始了他对古典传统的反叛，这次经历对他个人风格的影响并不明确。不过，他晚年时常常提到米开朗基罗对他的影响。

### 汉普斯特德时期

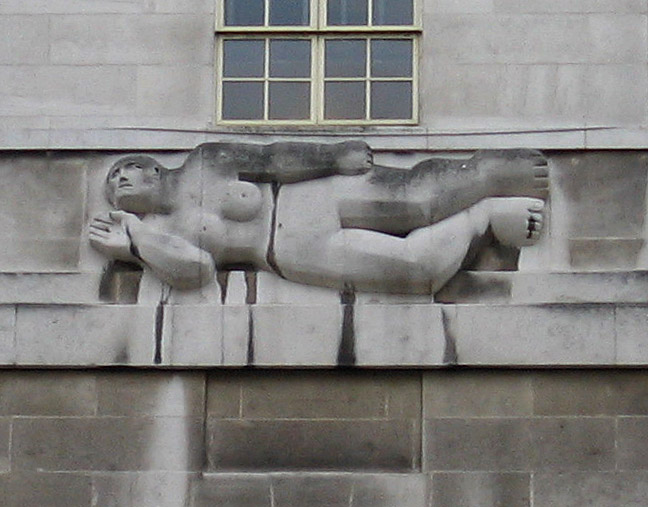
摩尔的第一个公共委托作品, “西风” (1928－29年) 是伦敦地铁总部大楼外墙上的八件“风”系列浮雕之一。

回到伦敦以后，摩尔在RCA执教7年。在此期间，他每周只需花两天时间教学，其它时间都可以进行自己的创作。1929年7月，摩尔与埃芮娜·瑞德斯基〔〕结婚，当时, 埃芮娜是RCA的绘画学生。
婚后不久，两人搬到汉普斯特德的一处工作室居住，附近地区有不少先锋艺术家居住。赫普沃斯不久后也搬到了这里。 这为摩尔与同行进行艺术交流提供了很大的方便。这里也成为当时大批从欧洲出逃前往美国的艺术家、建筑师的临时落脚点。他们中的很多人后来委托摩尔创作作品。
1930年代初，摩尔担任了切尔西艺术学校的雕塑系主任。在艺术上，摩尔、赫普沃斯和其他7和5协会的成员发展了更加抽象的作品风格。他们经常前往巴黎，受到法国的艺术家毕加索、布拉克、 阿尔普和贾科梅蒂的影响。此间，摩尔尝试了超现实主义。他曾是1936年伦敦超现实主义展览的组委。1937年，他的朋友Roland Penrose购买了摩尔的抽象雕塑“母与子”，并将它安放在自己的住宅门口。这引起社区其他居民的不满，当地媒体持续两年时间试图将其移去。 这一时期，摩尔逐渐从直接雕刻，转向使用陶泥和石膏造模，然后浇铸铜雕。

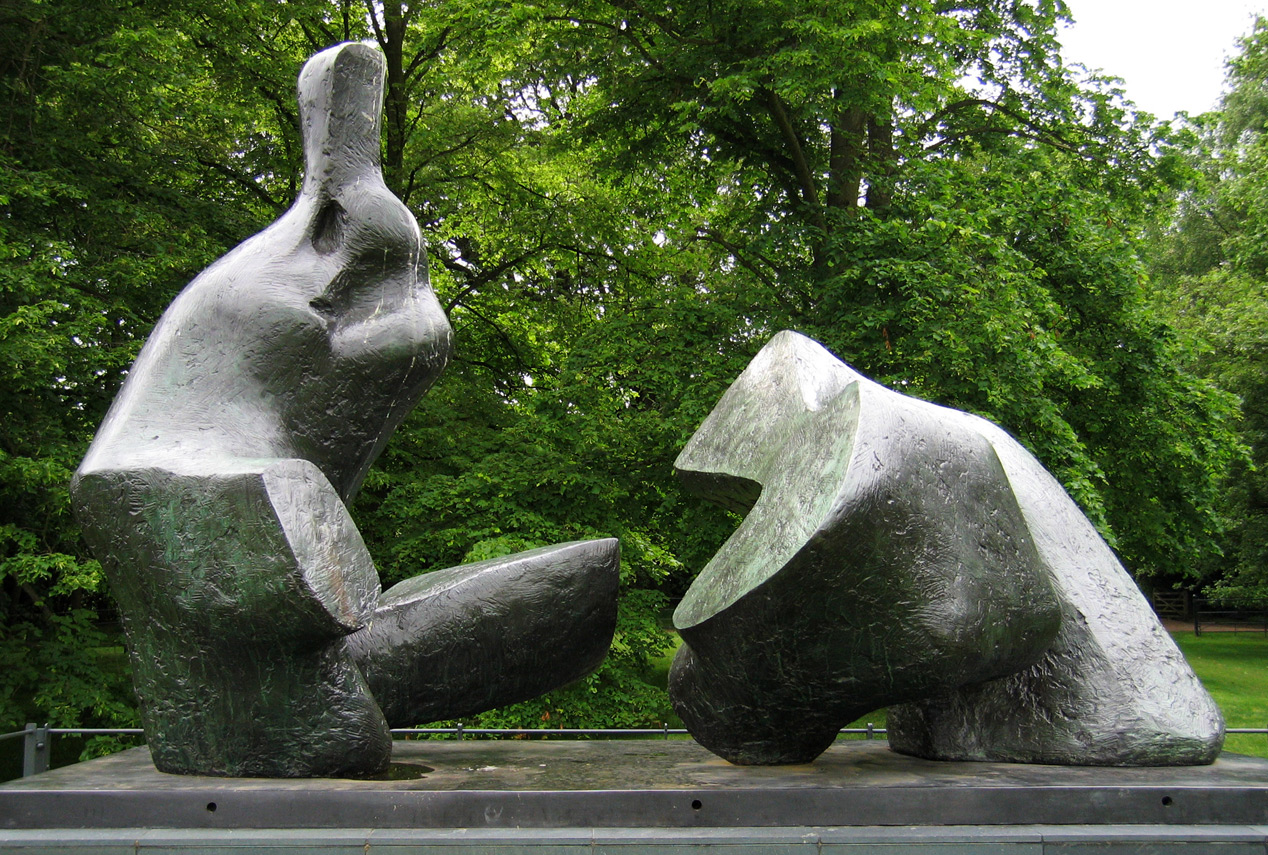
“两件体斜倚人形，第5号”, 铜 (1963－64年), 伦敦Kenwood House。

### 战争艺术家
二战的爆发中断了摩尔这一富于创造的时期，切尔西艺术学校疏散到北安普敦，摩尔也辞去了他的教职。他成为一名战争艺术家，创作了一系列有影响的绘画作品反映在地铁中躲避轰炸的伦敦人 。 这些绘画为摩尔赢得了更多的国际声誉，特别是在美国。
1940年，摩尔在汉普斯特德的家在轰炸中被毁，他和埃芮娜搬到伦敦郊外的一处农庄。此后，摩尔一直在这里居住和工作。尽管后来摩尔变得相当富有，除去扩建工作室，他的住所一直没有太大的改变。

### 国际影响

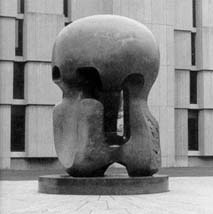
“核能（Nuclear Energy）”（1967年），坐落于芝加哥大学校园内，纪念世界上第一台核反应堆（芝加哥1号堆）。

战后，1946年3月，摩尔和埃芮娜的女儿出生了。他们以摩尔母亲的名字给她起名 － 玛丽，而摩尔的母亲在此前两年去世。母亲的去世和女儿的降生使摩尔更关注家庭的概念，这反映在他创作了不少“母与子”题材的作品。 同年，摩尔在纽约的现代艺术博物馆举办回顾展。1948年，他获得威尼斯双年展的国际雕塑奖，并成为1951年不列颠展〔〕和1955年“Documenta 1”的主题艺术家。

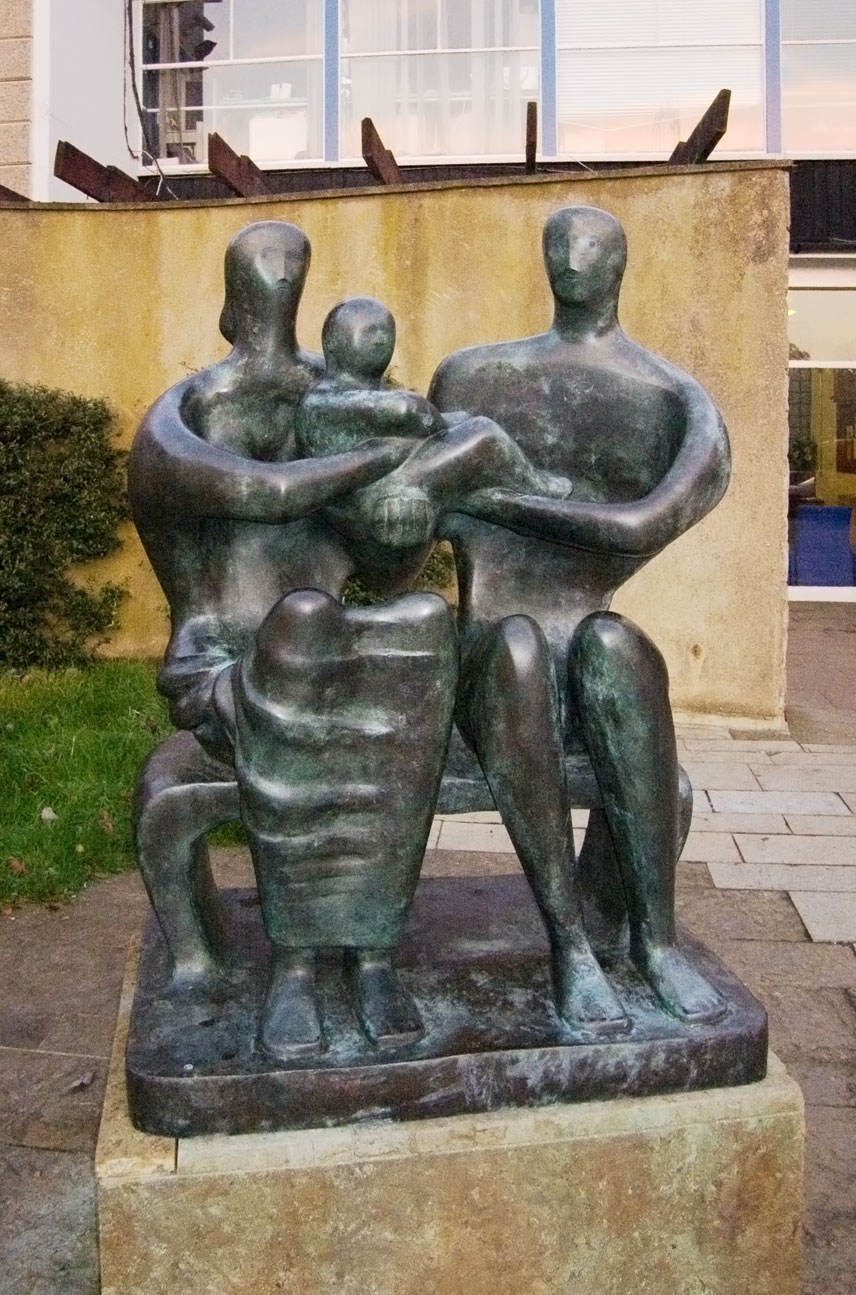
“家庭群像”（1950年）铜, 位于英国Stevenage的Barclay学校，是摩尔二战后的第一件大尺寸委托创作。

战争末期，摩尔应亨利莫里斯的要求，为他的乡村学院创作了雕塑“家庭群像”，后因资金问题雕塑并没有实施。但1950年，这一作品在的学校建成，成为摩尔的第一座大尺寸公共雕塑。
1950年代中，摩尔收到越来越多的创作委托，其中包括1957年为巴黎联合国教科文组织办公楼的作品。由于公共艺术作品的增加，摩尔雕塑作品的尺寸也随之增长。他开始雇用助手帮助他的工作，其中包括。

### 遗产
在接下来的20年里，摩尔继续保持了旺盛的创作活动。世界各地也先后举办他的回顾展，其中最大规模的是1972年在佛罗伦萨Forte di Belvedere的展览. 1970年代末，他的作品展达到每年将近40场。

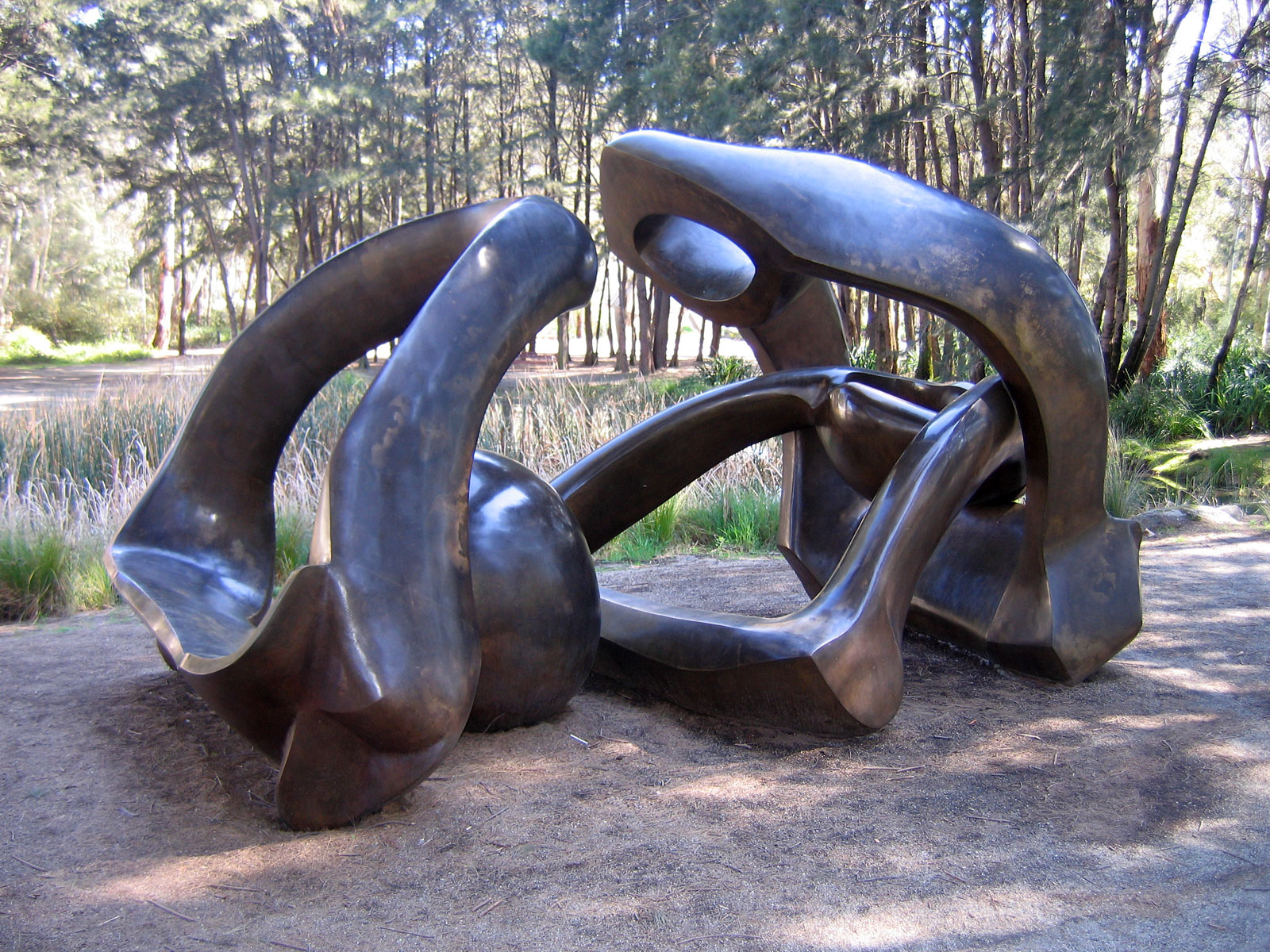
“山的拱形”（1972－73年）铜， 澳大利亚国家美术馆

随着他的财产快速的增长，摩尔开始考虑他的遗产问题。在他女儿玛丽的帮助下，1972年他建立了亨利摩尔信托基金，以免他的财产受到遗产税的影响。1977年，他建立了亨利摩尔基金会，埃芮娜和玛丽作为基金会的托管人。基金会的目标是推广大众对艺术和莫尔作品的保护。现在，基金会以摩尔在Hogland的旧居和工作室作为一个画廊和博物馆。基金会还负责管理位于利兹的亨利摩尔学院，支持国际雕塑创作的推广和研究。
摩尔分别于1955年和1961年被授予英国名誉勋位和功績勳章。 他是英国国家美术馆和泰德艺廊的托管人。摩尔1986年8月31日于家中去世，终年88岁。

## 固定展览场所

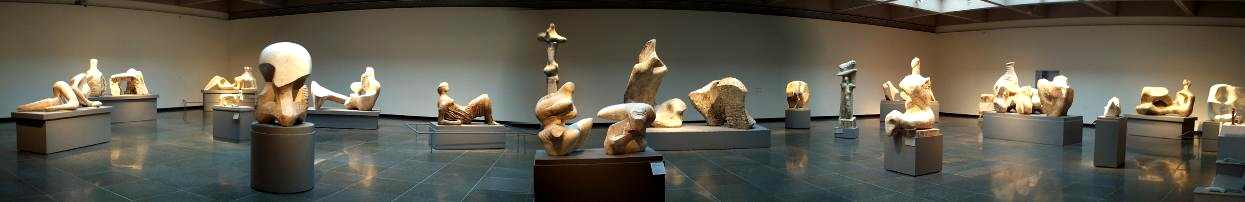
安大略美术馆亨利·摩尔作品陈列的全景照, 该馆拥有世界上最大的摩尔作品公共收藏。

世界各地的众多艺术博物馆都收藏有摩尔的雕塑和绘画作品。藏品较多的博物馆有：
- Nelson-Atkins Museum of Art, 美国最多的大型铜雕收藏。
- 亨利·摩尔基金会, , Perry Green, Much Hadham, Hertfordshire, 英国
- 亨利·摩尔学院, 英国利兹
- 泰德藝廊, 英国伦敦
- 安大略美术馆, 加拿大多伦多
- , 英国利兹附近
- , 美国纽约州布法罗
- , 和东安格里亚大学校区内, 英格兰诺福克郡诺里奇市
- , 英国
- , 巴西里约热内卢